# Wiluki
Wiluki (białorus. Вілюкі; w miejsc. gwarze Wyluky) – wieś w Polsce położona w województwie podlaskim, w powiecie hajnowskim, w gminie Dubicze Cerkiewne.
W latach 1975–1998 miejscowość administracyjnie należała do województwa białostockiego.

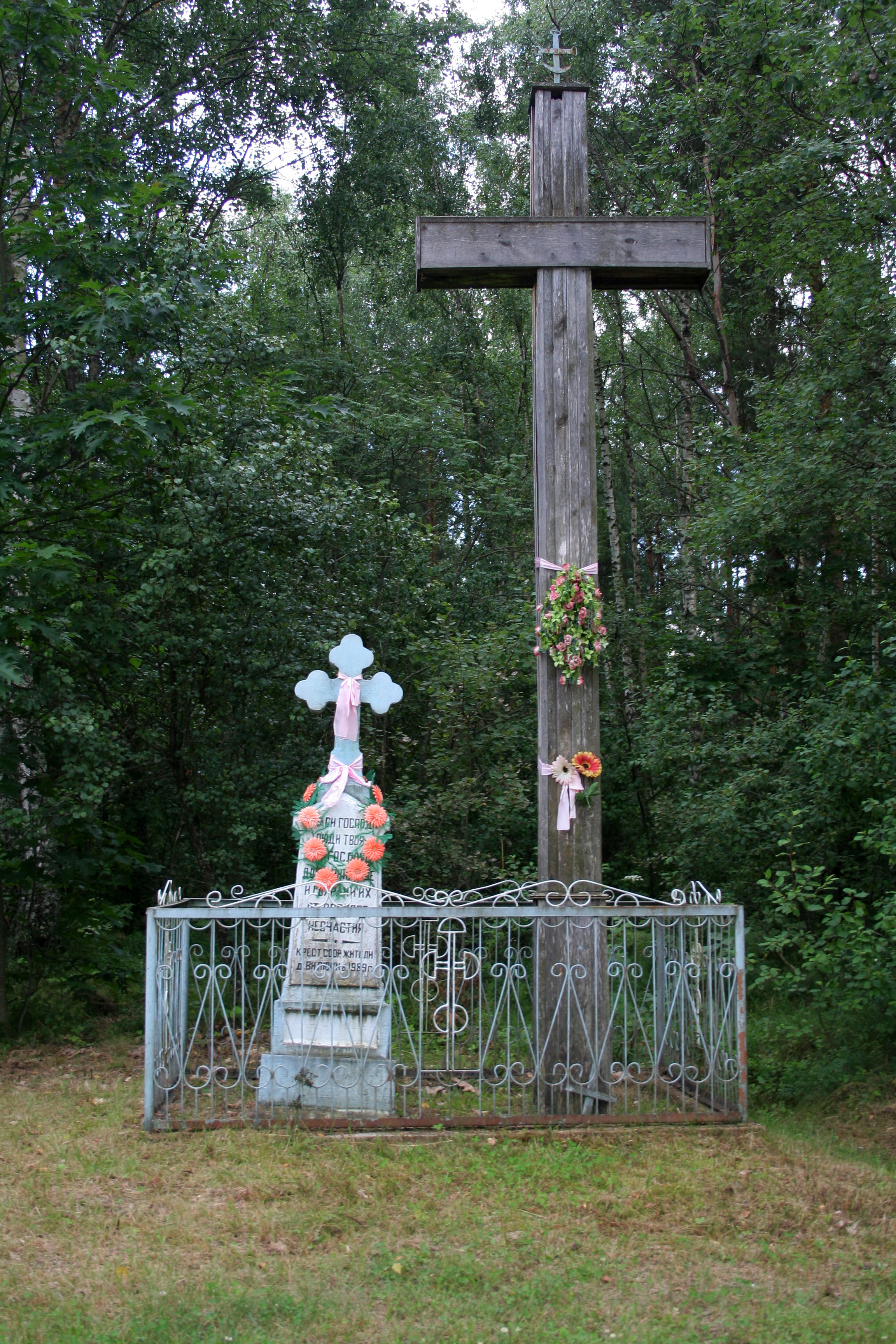
Prawosławne krzyże wotywne z cyrylickimi inskrypcjami przy wjeździe do wsi

| SIMC    | Nazwa    | Rodzaj    |
| ------- | -------- | --------- |
| 0028091 | Sołohuba | część wsi |

## Historia
Według Pierwszego Powszechnego Spisu Ludności, przeprowadzonego w 1921 roku, wieś Wiluki zamieszkiwało 49 osób (24 kobiety i 25 mężczyzn) w 9 domach, wszyscy mieszkańcy wsi zadeklarowali wówczas białoruską przynależność narodową oraz wyznanie prawosławne. W owym czasie miejscowość znajdowała się w gminie Białowieża w powiecie białowieskim.
11 maja 1945 roku wieś została napadnięta, a następnie splądrowana i doszczętnie spalona przez samodzielny (już wówczas nie podporządkowany AK) oddział  pod dowództwem Romualda Rajsa (pseudonim Bury). Podczas obławy ludzie Rajsa zastrzelili 1 mieszkańca wsi.

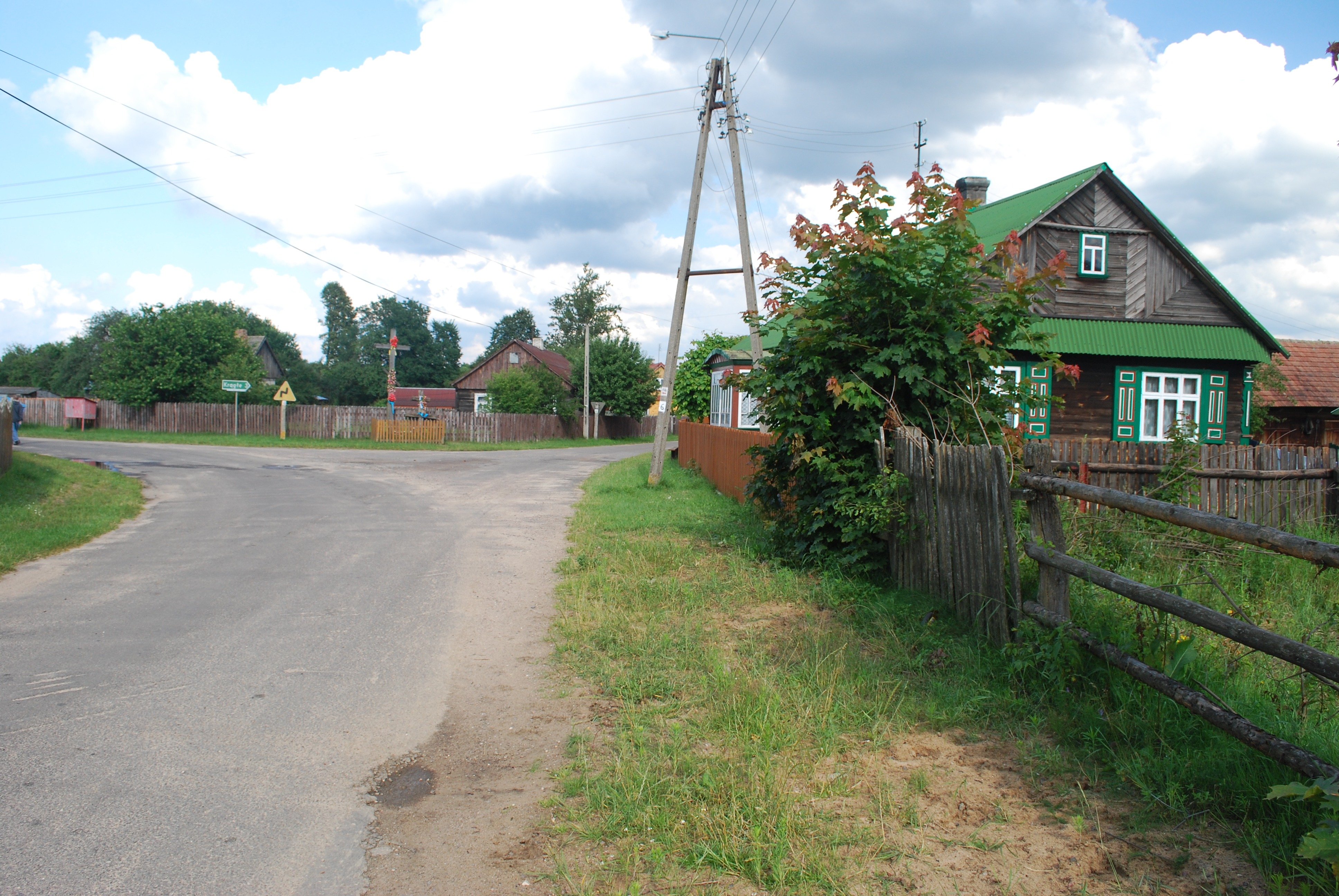
Skrzyżowanie w centrum wsi

## Inne
Prawosławni mieszkańcy wsi należą do parafii Podwyższenia Krzyża Pańskiego w Werstoku, a wierni kościoła rzymskokatolickiego do parafii św. Zygmunta w Kleszczelach.
Wieś w 2011 roku zamieszkiwało 39 osób.